# Automolis umbretta
Automolis umbretta là một loài bướm đêm thuộc phân họ Arctiinae, họ Erebidae.